# Nobuohiramatsuia
Nobuohiramatsuia es una familia de ácaros perteneciente al orden Mesostigmata.

## Especies
- Nobuohiramatsuia W. Hirschmann, 1990
  - Nobuohiramatsuia crassa (Hiramatsu, 1979)
  - Nobuohiramatsuia fortis (Hiramatsu & Hirschmann, 1983)